# Chris in Person
| Recensione | Giudizio |
| ---------- | -------- |
| AllMusic   |          |

Chris in Person è un album live della cantante jazz statunitense Chris Connor, pubblicato dalla Atlantic Records nell'aprile 1960.

## Tracce

### LP (1960, Atlantic Records, 8040/SD 8040)
Lato A (11659)
1. Introduction
2. Strike Up the Band – 2:07 (testo: Ira Gershwin – musica: George Gershwin)
3. Misty – 3:10 (testo: Johnny Burke – musica: Erroll Garner)
4. Señor Blues – 3:17 (Horace Silver)
5. Lover Come Back to Me – 2:38 (testo: Oscar Hammerstein II – musica: Sigmund Romberg)
6. Angel Eyes – 3:46 (testo: Earl K. Brent – musica: Matt Dennis)
7. Hallelujah I Love Him So – 2:56 (Ray Charles)

Durata totale: 17:54
Lato B (11660)
1. Poor Little Rich Girl – 2:41 (Noël Coward)
2. 'Round Midnight – 3:52 (testo: Bernie Hanighen – musica: Cootie Williams, Thelonious Monk)
3. All About Ronnie – 2:49 (Joseph Green)
4. Fine and Dandy – 1:55 (testo: Paul James (James Warburg) – musica: Kay Swift)
5. Don't Worry 'bout Me – 2:50 (testo: Ted Koehler – musica: Rube Bloom)
6. It Don't Mean a Thing (If It Ain't Got That Swing) – 2:49 (testo: Irving Mills – musica: Duke Ellington)
7. Chinatown My Chinatown – 2:18 (testo: William Jerome – musica: Jean Schwartz)

Durata totale: 19:14

## Musicisti
- Chris Connor – voce solista

### Gruppo
- Bill Rubenstein – pianoforte
- Kenny Burrell – chitarra
- Eddie de Hass – contrabbasso
- Lex Humphries – batteria

### Produzione
- Nesuhi Ertegun – produzione, supervisione
- Tom Dowd e Phil Iehle – ingegneri delle registrazioni
- Lee Friedlander – foto copertina album originale
- Symphony Sid – note retrocopertina album originale [4]